# ثنائي فاينيل الإيثر
ثنائي فاينيل الإيثر هو مركب عضوي صيغته الكيميائية O(CH=CH2)2. وهو سائل متطاير عديم اللون كان موضع اهتمام بسبب عمله مخدرًا استنشاقيًا في المقام الأول. يُحضر عن طريق معالجة ثنائي (كلوروإيثيل) الإيثر بقاعدة.

## الخصائص
فاينيل الإيثر هو مركب غير مستقر إلى حد ما يتحلل عند التعرض للضوء أو الحمض إلى أسيتالديهيد ويتبلْمَر ليصبح مادة صلبة زجاجية. مثل العديد من الإيثرات الأخرى، يشكل فاينيل الإيثر البيروكسيدات أيضًا عند التعرض للهواء والضوء. لهذه الأسباب، يُباع فاينيل الإيثر مع مثبطات مثل البوليفينولات والأمينات لمنع البلمرة وتشكل البيروكسيد. ثُبط الناتج المخدر بإضافة 0.01% فينيل-ألفا-نفثيل أمين ما أعطاه تفلورًا بنفسجيًا خافتًا.
يزيل فاينيل الإيثر سريعًا لون محلول البروم في رباعي كلوريد الكربون، ويتأكسد أيضًا بسرعة بواسطة برمنغنات البوتاسيوم المائية، ويتفاعل حمض الكبريتيك مع فاينيل الإيثر وينتج عن ذلك راتنجًا قطراني أسود اللون وبعض الأسيتالديهيد.

### مخدر
بيع فاينيل الإيثر في الولايات المتحدة تحت الاسم التجاري فاينيثين. بالإضافة إلى المثبطات العادية، احتوى فاينيل الإيثر المخصص للتخدير على بعض الإيثانول (1.5-5%) لمنع تجمد قناع التخدير، مع أن مصنعي المثبطات نبّهوا أنه يجب استخدام فاينيل الإيثر سريعًا فور فتحه.
يملك فاينيل الإيثر بداية تأثير سريعة مع القليل من الإثارة عند التحريض. يسبب التحريض القليل من السعال ولكن ينتج عنه زيادة في إفراز اللعاب. في أثناء التخدير، قد يتسبب فاينيل الإيثر بارتعاش بعض المرضى. في حالات نادرة، قد يؤدي هذا الارتعاش إلى حصول اختلاجات؛ تكون هذه الاختلاجات قابلة للعلاج. بالإضافة إلى ذلك، يمنع العلاج المسبق بالمورفين والأتروبين عادة هذه المشكلة. يكون التعافي من فاينيل الإيثر سريعًا مع وجود حالات نادرة يحدث فيها غثيان وإقياء بعد الجراحة، رغم حدوث صداع بعد التخدير في بعض الأحيان.
لا تشكل العمليات القصيرة خطرًا كبيرًا على المريض. قد تكون العمليات الطويلة التي تستخدم أكثر من 200 مل من المخدر خطيرةً بسبب السمية الكبدية والكلوية. في محاولة للتحايل على سمية فاينيل الإيثر مع الحفاظ على خصائصه المفضلة، خُلط بنسبة 4:1 مع إيثيل الإيثر مُعطيًا «خليط فاينثين المخدر» (في. إيه. إم). يظهر خليط فاينثين المخدر تحريضًا وإفاقةً أكثر سلاسة من إيثيل الإيثر وحده لكنه غير سام نسبيًا في الإجراءات الأطول مدة. ولكن بالمقارنة مع إيثيل الإيثر، فإن خليط فاينثين المخدر أقل ملاءمة للحالات التي تتطلب تخديرًا عميقًا.
فاينيل الإيثر مخدر قوي ما يعطيه هامش أمان كبير؛ نسبة المخدر إلى الجرعة المميتة لفاينيل الإيثر هي 1 إلى 2.4 (إيثيل الإيثر: 1.5:1). ومع ذلك، من الصعب السيطرة على هذه القوة باستخدام المعدات البسيطة. في حين كانت آلات التخدير عديدة خلال سنوات رواج فاينيل الإيثر، حافظت تقنية «القطرة المفتوحة» البسيطة على انتشارها. تمكنت آلات التخدير في ذلك الوقت من استيعاب قوة فاينيل الإيثر، ولكن كان من الصعب الحفاظ على التخدير السلس للعمليات الطويلة من خلال تقنية القطرة المفتوحة. ما يزيد من تفاقم هذه المشكلة هو أن درجات الحرارة الدافئة تزيد من تطاير فاينيل الإيثر ما يزيد من صعوبة التنظيم عبر تقنية القطرة المفتوحة.
بشكل عام، فإن نقطتي القوة الوحيدتين لفاينيل الإيثر مقارنة بإيثيل الإيثر هما التحريض والإفاقة الملائمان. في أثناء التخدير، لا يمتلك فاينيل الإيثر خصائص مذهلة محددة، ويكون التحكم به أصعب مقارنة بالعوامل الأخرى. لذلك، استُخدم فاينيل الإيثر عادةً مخدرًا أوليًا قبل إعطاء ثنائي إيثيل الإيثر. بالإضافة إلى ذلك، لم يُستخدم فاينيل الإيثر سوى في العمليات القصيرة أو لتسكين الألم، كما في طب الأسنان وطب التوليد. قلما استُخدم فاينيل الإيثر في العمليات الطويلة بسبب السمية، والتكلفة، والبدائل المتفوقة عليه.
أُجريت أيضًا تجارب باستخدام إيثيل فاينيل الإيثر، وهو مركب يملك مجموعة فاينيل واحدة ومجموعة إيثيل واحدة. قدّمت هذه المادة نتائج تضعها بين ثنائي إيثيل الإيثر وفاينيل الإيثر من ناحية السمية وسرعة التحريض والإفاقة، ما يعطي نتائج واعدة مشابهة لخليط فاينثين المخدر. على الرغم من وجود طريقة اصطناع أبسط بكثير (إضافة مجموعة فاينيل إلى الإيثانول مع الأسيتيلين)، لم يُستخدم إيثيل فاينيل الإيثر على نطاق واسع في التخدير، إذ حلت محله الإيثرات المهلجنة المتفوقة عليه بعد فترة قصيرة من تجاربها الأولى.
ثمة العديد العديد من مشتقات ثنائي فاينيل الإيثر من الأحماض الدهنية في الطبيعة.